# Johann Strauss mlađi
Johann Strauß (Beč, 25. listopada 1825. – 3. lipnja 1899.), austrijski skladatelj. Poznat je još kao i Johann Sebastian Strauss, jr. i Johann Strauß sin, Johann Strauß II. i Johann Strauß mlađi. Nadimak mu je bio "kralj valcera", a on je jedan od glavnih predstavnika klasične bečke operete.
Studirao je kompoziciju. Debitirao je 1844. sa svojim orkestrom u bečkom predgrađu. Od 1847. priređivao je koncertne turneje po europskim zemljama, a 1872. i po SAD-u.
Skladao je 168 valcera, 117 polki i niz četvorki, marševa, mazurki, galopa i 16 opereta. Klasični bečki valcer umjetnički je usavršio i podigao ga na razinu koncertne orkestralne glazbe. Svojom raspjevanom melodikom njegovi su valceri osvojili svijet i ostali popularni više od jednog stoljeća, a naročito "Na lijepom plavom Dunavu", "Priče iz bečke šume", "Bečka krv", "Jutarnje novine", "Glasovi proljeća", "Carski valcer", "Pizzicato polka", "Trisch-trasch polka".
Klasičnu bečku operetu Strauss je glazbeno obogatio i doveo do vrhunca djelima "Šišmiš" i "Ciganski barun" koja su dala putokaz daljem razvoju dva tipa operete. Veliku su popularnost stekle i operete "Jedna noć u Veneciji" i "Bečka krv", a napisao je i operetu "Jabuka".